# Poètica (disciplina)
La poètica és l'estudi i teorització de l'estil literari o narratologia de qualsevol creació artística, en qualsevol gènere. Pot estudiar un art en general, com per exemple la poètica de la dansa, o l'estil i manera de fer particular d'un corrent, un moviment, un autor o fins i tot una època o una obra d'art determinada.

## Història
El terme poètica deriva del grec antic ποιητικός poietikos "pertanyent a la poesia"; també "creatiu" i "productiu". Al món occidental, el desenvolupament i l'evolució de la poètica van incloure tres moviments artístics relacionats amb la composició poètica: (i) el formalista, (2) l'objectivista i (iii) l'aristotèlic. (vegeu la Poètica). Durant l'època romàntica, la poètica tendeix a l'expressionisme i emfatitza la percepció del subjecte. La poètica del segle xx va tornar al paradigma aristotèlic, seguida de tendències cap a la metacriticitat i l'establiment d'una teoria contemporània de la poètica. La poètica oriental va desenvolupar poesia lírica, en lloc de la poesia mimètica representativa del món occidental.

## En la crítica literària
La poètica es distingeix de l'hermenèutica pel fet de no centrar-se en el significat d’un text, sinó més aviat per comprendre com els diferents elements d’un text s’uneixen i produeixen certs efectes en el lector. La majoria de la crítica literària combina la poètica i l’hermenèutica en una sola anàlisi; tanmateix, poden predominar-ne un o l'altre tenint en compte el text i els objectius de qui fa la lectura.